# Thomas Neuteleers
Thomas Neuteleers (29 januari 1993) is een Belgisch turner. 

## Palmares

### 2014
- BK allround 85.000 punten
- 22e EK ringen 14.400 punten
- 11e EK team 250.829 punten

### 2013
- 56e WK brug 14.000 punten
- 45e WK grond 14.200 punten
- 4e BK allround 80.500 punten

### 2012
- BK allround 80.850 punten

### 2011
- 49e EK allround 77.850 punten
- 14e EK team 243.259 punten
- 84e WK allround 81.397 punten

### 2010
- BK voor junioren 82.900 punten
- 5e EK voor junioren grond 13.775 punten
- 6e EK voor junioren allround 81.000 punten
- 5e Jeugdspelen brug 13.775 punten
- 4e Jeugdspelen grond 13.850 punten
- 10e Jeugdspelen allround 81.850 punten
- 99e WK allround 80.656 punten

### 2009
- 14e EYOF allround 75.750 punten
- EYOF brug
- 6e EYOF rek
- BK voor junioren allround 80.850 punten